# International Forum of Sovereign Wealth Funds
Das International Forum of Sovereign Wealth Funds (IFSWF) ist eine gemeinnützige internationale Organisation, die weltweit Staatsfonds und deren Verwaltungsgesellschaften verbindet. Sie wurde 2009 gegründet und ihr Sitz ist in London.

## Geschichte
Im Jahr 2009 gründete eine Gruppe von 23 führenden Staatsfonds und staatlichen Investoren aus aller Welt den Vorläufer des IFSWF, die Internationale Arbeitsgruppe der Staatsfonds. Zuvor hatten sie 2007 und 2008 Gespräche mit globalen Gruppen wie der G20, dem IWF und dem US-Finanzministerium geführt.  Die Arbeitsgruppe entwickelte allgemein anerkannte Grundsätze und Praktiken, besser bekannt als die „Santiago-Prinzipien“, für die institutionelle Governance und das Risikomanagement von Staatsfonds. Nach der Kuwait-Erklärung von 2009 wurde aus der Internationalen Arbeitsgruppe die IFSWF mit dem Auftrag, die Mitglieder bei der Umsetzung der Prinzipien zu unterstützen.

## Mitglieder
Mit Stand Juli 2025 waren folgende 38 Staatsfonds Mitglied im IFSWF:
- Abu Dhabi Investment Authority
- Agaciro Development Fund
- Alaska Permanent Fund
- BpiFrance
- Budgetary Income Stabilization Fund
- CDP Equity SpA
- China Investment Corporation
- Compañía Española de Financiación del Desarrollo
- Fondo de Ahorro de Panamá
- Fonds Gabonais d’Investissements Stratégiques
- Fonds Souverain d'Investissements Stratégiques S.A.
- Fundo Soberano de Angola
- Future Fund
- Ghana Petroleum Funds
- GIC Private Limited
- Growthfund
- Indonesia Investment Authority
- Intergenerational Trust Fund for the People of the Republic of Nauru
- Investment Corporation of Dubai
- Ireland Strategic Investment Fund
- Ithmar Capital
- JSC National Investment Corporation of the National Bank of Kazakhstan
- Khazanah Nasional Berhad
- Korea Investment Corporation
- Kuwait Investment Authority
- Libyan Investment Authority
- Mubadala Investment Company
- New Zealand Superannuation Fund
- Nigeria Sovereign Investment Authority
- Oman Investment Authority
- Palestine Investment Fund
- Qatar Investment Authority
- State Oil Fund of the Republic of Azerbaijan
- The Heritage and Stabilization Fund
- The Pula Fund
- The Sovereign Fund of Egypt
- Timor-Leste Petroleum Fund
- Türkiye Wealth Fund